# Kulcsár Viktória
Kulcsár Viktória (Debrecen, 1988. október 18. –) magyar színésznő.

## Életpályája
Gyermekkorát Hajdúböszörményben töltötte. 2007-ben érettségizett a debreceni Ady Endre Gimnáziumban. A középiskola után egy évet töltött az Újszínház stúdiójában. 2008–2013 között a Színház- és Filmművészeti Egyetem hallgatója volt. Gyakorlati éveit a Katona József Színházban, az Örkény István Színházban és a Pécsi Nemzeti Színházban töltötte. 2013–2018 között a Pécsi Nemzeti Színház tagja volt. 2018-tól szabadúszó volt. 2021-2024 között a József Attila Színház tagja.

### Magánélete
Férje Kiss Péter Balázs színész, akivel 2021 júliusában kötött házasságot.

## Színházi szerepei
Katona József Színház
- Filozófus: Berenice

Örkény István Színház
- Peer Gynt: Lány
- Mi történt miután Nóra elhagyta a férjét: Munkásnő

ISEUMI Szabadtéri Játékok
- Rómeó és Júlia: Júlia

Pécsi Nemzeti Színház
- Magyar Elektra: Elektra
- A muzsika hangja: Maria Reiner
- Amadeus: Constanze Weber
- A vágy villamosa: Stella
- Csongor és Tünde: Ilma
- Mágnás Miska: Rolla
- Ádám almái: Sarah Svendsen
- Pán Péter:Wendy
- Holdbeli csónakos: Sólyomárus leány, 
  - Sólyomistennő,
  - Gyöngyvér,
  - Temora Kelta királynő
- Fekete Péter:Clair
- A padlás: Kölyök
- Szentivánéji álom: Heléna
- Cseresznyéskert: Ánya
- Marica grófnő: Liza
- Antigoné: Iszméné
- Bolha a fülbe: Antoinette
- A sivatag hercege: Shamila hercegnő
- Játszd újra, Sam!: Sharon Lake
  - Vanessa
  - Öngyilkos lány
- Csíksomlyói passió: Mária Magdolna
- Ágacska: Pösze egér
- Black comedy: Carol Melkett
- A kőszivű ember fiai: Liedenwall Edit
- A mumus: Hébehó
- János Vitéz:Iluska
  - Francia királylány

Csokonai Nemzeti Színház
- Bonnie és Clyde: Bonnie

Budapesti Operettszínház
- Apáca show: Tina

Szegedi Nemzeti Színház
- A padlásː Kölyök

Pécsi Harmadik Színház
- Adáshibaː Vanda

Móricz Zsigmond Színház
- 9-től 5-igː Doralee Rhodes

József Attila Színház
- Portugálː Feleség
- Ágacskaː Ágacska
- Szibériai csárdásː Mizzi Günther, primadonna
- Egy szoknya, egy nadrágː Pintér Ibolya, színésznő
- Valami bűzlikː Portia
- Száll a kakukk fészkére: Sandra
- Macskafogó: Cooky
- 9-től 5-ig: Doralee
- Régimódi történet: Margit
- Made in Hungária: Vera
- A Karamazov testvérek: Grúsa / Kátya

## Film és sorozat szerepei
- Doktor Balaton (2021) ...nővér
- Hazatalálsz (2023–2024) ...Emese

## Díjai, elismerései
- TEVA ösztöndíj